# Astragalus trachycarpus
Astragalus trachycarpus är en ärtväxtart som beskrevs av Nikolai Fedorovich Gontscharow. Astragalus trachycarpus ingår i släktet vedlar, och familjen ärtväxter. Inga underarter finns listade i Catalogue of Life.